# Domi Kumbela
Domi Kumbela (* 20. April 1984 in Kinshasa) ist ein ehemaliger kongolesischer Fußballspieler.

## Herkunft
Kumbelas Familie floh Mitte der 1980er-Jahre aus dem vom Bürgerkrieg erschütterten Zaire, wo er in Kinshasa geboren wurde, ins baden-württembergische Pforzheim. Er hat drei Geschwister, die alle im Südwesten Deutschlands leben.

## Sportliche Laufbahn

### Vereinskarriere
Kumbela begann seine Karriere im Vereinsfußball in den Jugendteams des FC Rodalben, des TuS DJK Pirmasens und des FK Pirmasens. Das Talent wurde 2002 vom größten Verein der Region, dem 1. FC Kaiserslautern, verpflichtet. Dort spielte er neben Einsätzen in der U-19-Nachwuchsmannschaft im Spieljahr 2002/03 auch bereits für die Amateurelf des FCK in der damals drittklassigen Regionalliga. Nach dem Abstieg der Reserveelf 2003/04 gelang dem Team aus Lautern 2004/05 der sofortige Wiederaufstieg aus der Oberliga – wenn auch nur als Zweiter, da Borussia Neunkirchen keine Lizenz für die Regionalliga beantragte. Im November 2005 wurde er wegen des Konsums von Cannabis bei den Pfälzern entlassen.
Der Regionalligist FC Rot-Weiß Erfurt gab Kumbela eine zweite Chance und verpflichtete ihn während der Winterpause der Saison 2005/06. Nachdem er in seiner ersten Saison ohne Torerfolg geblieben war, avancierte er in der Folgesaison zum Leistungsträger. Dennoch sorgte er erneut für Negativschlagzeilen. Kumbela war am Fußball-Wettskandal beteiligt. Das Landgericht Frankfurt am Main verurteilte ihn deshalb wegen „bandenmäßiger Verabredung zum gewerbsmäßigen Betrug“ zu einer Geldstrafe. Auch auf dem Platz machte Kumbela mit Undiszipliniertheiten von sich reden. So wurde er zu Beginn der Saison 2007/08 innerhalb weniger Wochen dreimal wegen Unsportlichkeiten des Feldes verwiesen. Im Dezember 2007 kündigte ihm sein Verein schließlich fristlos, nachdem er in einer Erfurter Diskothek seine Freundin und einen Türsteher verprügelt hatte. Dem Türsteher brach er die Augenhöhle, und er trat auf seine auf dem Boden liegende, schwangere Freundin ein. Daraufhin wird er im Februar 2009 zu 14 Monaten Haft auf Bewährung verurteilt. Für den FC Rot-Weiß Erfurt absolvierte Kumbela 56 Regionalligaspiele und erzielte 17 Tore.
In der Rückrunde der Saison 2007/08 spielte Kumbela dann beim Ligakonkurrenten Eintracht Braunschweig, für den er in 14 Spielen zwei Tore erzielte, darunter das entscheidende Siegtor gegen Dortmund II am letzten Spieltag. Der Treffer führte dazu, dass Braunschweig die Qualifikation zur neugeschaffenen Liga 3 erreichte. Zur Saison 2008/09 wechselte er zum Drittligisten SC Paderborn 07, bei dem sein damaliger Erfurter Trainer Pavel Dotchev mittlerweile im Amt war. Nach dem Wiederaufstieg des SCP schloss sich Kumbela dem Zweitligakonkurrenten Rot Weiss Ahlen an, bei dem er sich aber nicht durchsetzen konnte. Nach sechs Partien zu Saisonbeginn, kam er nicht mehr zum Einsatz, so dass sein Vertrag vom Verein schon Mitte November 2009 gekündigt wurde.
Im Januar 2010 kehrte er zu Eintracht Braunschweig zurück, mit der er am Saisonende 2010/11 die Meisterschaft gewann und in die 2. Bundesliga aufstieg. In 38 Drittligaspielen erzielte der Stürmer 19 Tore, trug somit maßgeblich zum Aufstieg bei und wurde gemeinsam mit dem Heidenheimer Patrick Mayer auch Torschützenkönig. Auch in der 2. Bundesliga blieb Kumbela der erfolgreichste Torschütze seines Vereins. Nach 10 Toren in der Saison 2011/12 wurde er 2012/13 mit 19 Treffern Torschützenkönig der 2. Bundesliga und stieg mit den Braunschweigern in die Bundesliga auf. Anfang Februar 2013 verlängerte er seinen Vertrag vorzeitig bis Ende Juni 2016. Durch einen Sehnenanriss verpasste er den Saisonstart. Am 25. August 2013 (3. Spieltag) debütierte Kumbela bei der 0:2-Niederlage im Heimspiel gegen Eintracht Frankfurt in der Bundesliga. Im Derby beim VfL Wolfsburg erzielte er mit dem Treffer zum 2:0-Endstand in der 86. Minute am 5. Oktober 2013 (8. Spieltag) sein erstes Bundesligator. Nachdem er sowohl in der Regionalliga Nord als auch in der 2. Bundesliga jeweils einen Dreifachtorerfolg erzielen konnte, gelang ihm dies am 15. Februar 2014 (21. Spieltag) beim 4:2-Sieg im Heimspiel gegen den Hamburger SV auch in der Bundesliga. Dabei war Kumbela der siebte Spieler der Bundesliga-Historie, der als Einwechselspieler einen Hattrick erzielte.
Nach dem Abstieg der Eintracht nach einem Jahr in der Bundesliga scheiterten Verhandlungen zwischen dem Verein und Kumbela um eine Vertragsverlängerung, weil sein Kontrakt nur für die 1. Liga galt und er nicht wieder in der 2. Liga spielen wollte. Fernab seiner bisherigen sportlichen Heimat in Braunschweig sollte sich sein Erfolg jedoch in Grenzen halten.
Zur neuen Saison schloss er sich dem Europa-League-Teilnehmer Kardemir Karabükspor an, für den er am 31. August 2014 (1. Spieltag) bei der 2:3-Niederlage gegen Fenerbahçe Istanbul in der Süper Lig debütierte und mit dem Treffer zum 1:1 in der 34. Minute auch sein erstes Ligator erzielte. Insgesamt erzielt Kumbela in dieser Saison drei Ligatreffer und stieg am Ende der Saison mit Karabükspor ab.
Nach einem erfolglosen Jahr in der Türkei wechselte er zur Saison 2015/16 zu Zweitligist SpVgg Greuther Fürth, wo er einen Vertrag über zwei Jahre erhielt. Im Sommertrainingslager litt er unter Adduktorenproblemen. Kumbela konnte sich im Laufe der Hinrunde nicht durchsetzen und kam nur auf sechs Einsätze und zwei Vorlagen. Nachdem sich Kumbela auch öffentlich über seine Rolle als Joker beschwert hatte, wurde sein Vertrag am 31. Dezember 2015 aufgelöst.
Nur kurz nach der Vertragsauflösung bei Greuther Fürth wechselte Kumbela zum dritten Mal zu Eintracht Braunschweig. Er unterschrieb einen bis zum 30. Juni 2017 gültigen Vertrag. Nachdem er in der sich anschließenden Rückrunde lediglich einen Treffer erzielen konnte, knüpfte Kumbela nach der Sommerpause an vergangene Leistungen an, indem er in der Hinrunde 2016/17 in 17 Spielen elf Tore erzielte. Nach dem Jahreswechsel kamen noch zwei weitere Torerfolge hinzu, sodass er gemeinsam mit Fabian Klos auf Rang 6 der ligaweiten Torschützenbestenliste landete. In seiner letzten Profispielzeit, dem Zweitligaspieljahr 2017/18, gelangen ihm in 22 Partien um Punkte drei Treffer. Zur Saison 2021/22 wechselte Kumbela in die Kreisliga B zum SSV Delrath, einem Sportverein in Dormagen.

### Auswahleinsätze
Im Dezember 2012 berief ihn Nationaltrainer Claude Le Roy in den erweiterten Kader der kongolesischen A-Nationalmannschaft für den Afrika-Cup 2013. Jedoch entschied er sich später, nicht für sein Land zu spielen, um sich auf die zweite Bundesliga zu konzentrieren.

### Auszeichnungen
- Torschütze des Monats: März 2014[25]
- Nord-Sportler des Jahres: 2011[26]
- Torschützenkönig 3. Liga: 2011

## Weiterer Werdegang
Nach dem Ende seiner Spielerkarriere zog Kumbela nach Neuss und gründete eine Spielerberateragentur. Sein erster Klient war der in Österreich tätige Gerhard Dombaxi.

## Trivia
Lange Zeit war Kumbela in der Öffentlichkeit vor allem unter seinem Spitznamen Dominick bekannt. Im Jahr 2011 verwies er darauf, dass in seiner Geburtsurkunde der Name Domi eingetragen sei. Seitdem wird in den Medien zumeist dieser Name verwendet.
Seit 2013 engagiert sich Domi Kumbela bei Show Racism the Red Card – Deutschland e. V. Im April beteiligte er sich bei einem Workshop der Bildungsinitiative und berichtete den Schülern und Schülerinnen über seine eigenen Erfahrungen mit Rassismus und Diskriminierung. Außerdem nahm er an der Kampagne „Unsere Elf gegen Rassismus“ teil.